# Гатфілд (Пенсільванія)
Гатфілд (англ. Hatfield) — місто (англ. borough) в США, в окрузі Монтгомері штату Пенсільванія. Населення — 3496 осіб (2020).

## Географія
Гатфілд розташований за координатами 40°16′38″ пн. ш. 75°17′56″ зх. д. / 40.27722° пн. ш. 75.29889° зх. д. (40.277102, -75.298876).  За даними Бюро перепису населення США в 2010 році місто мало площу 1,66 км², уся площа — суходіл.

## Демографія
Згідно з переписом 2010 року, у селищі мешкало 3290 осіб у 1267 домогосподарствах у складі 824 родин. Густота населення становила 1978 осіб/км².  Було 1333 помешкання (801/км²).
Расовий склад населення:
| - 66,6 % — білих - 23,5 % — азіатів - 4,1 % — чорних або афроамериканців - 0,1 % — корінних американців - 2,7 % — осіб інших рас |

До двох чи більше рас належало 2,9 %. Частка іспаномовних становила 6,8 % від усіх жителів.
За віковим діапазоном населення розподілялося таким чином: 22,5 % — особи молодші 18 років, 67,7 % — особи у віці 18—64 років, 9,8 % — особи у віці 65 років та старші. Медіана віку мешканця становила 36,3 року. На 100 осіб жіночої статі у селищі припадало 104,7 чоловіків;  на 100 жінок у віці від 18 років та старших — 103,3 чоловіків також старших 18 років.
Середній дохід на одне домашнє господарство  становив 71 526 доларів США (медіана — 63 500), а середній дохід на одну сім'ю — 79 734 долари (медіана — 73 906). Медіана доходів становила 42 619 доларів для чоловіків та 35 284 долари для жінок. За межею бідності перебувало 6,3 % осіб, у тому числі 4,4 % дітей у віці до 18 років та 8,7 % осіб у віці 65 років та старших.
Цивільне працевлаштоване населення становило 1914 осіб. Основні галузі зайнятості: виробництво — 24,2 %, освіта, охорона здоров'я та соціальна допомога — 21,1 %, роздрібна торгівля — 14,3 %, науковці, спеціалісти, менеджери — 8,5 %.